# Herzogtum Preußen

Karte des Herzogtums Preußen (dunkelgelb)

Das Herzogtum Preußen (Polnisch: Księstwo Pruskie) oder Herzoglich Preußen (Polnisch: Prusy Książęce) war ein von 1525 bis 1701 bestehendes Staatswesen, das mehrheitlich aus dem zwischen den Unterläufen von Weichsel und Memel liegenden Teil des Deutschordensstaates entstanden war. Seine Hauptstadt war Königsberg.
Das Herzogtum Preußen wurde vom ehemaligen Hochmeister des Deutschen Ordens Albrecht, der zum (lutherischen) Protestantismus konvertiert war, gegründet, und war das erste Fürstentum im frühmodernen Europa mit lutherischem Glauben. Albrecht hatte den katholischen Deutschordensstaat in Ostpreußen in ein erbliches lutherisches Herzogtum umgewandelt. Der kleinere westliche, bis zur Weichsel reichende Teil dieses Gebietes war schon 1454 aus dem Deutschordensstaat ausgegliedert und ein Teil von Polnisch-Preußen geworden. Das Herzogtum war ein Lehen der polnischen Krone.
Nach dem Tod Albrechts (1568) wurde das Herzogtum durch herzogliche Oberräte und eine Reihe hohenzollernscher Regenten verwaltet, weil sein Sohn Albrecht Friedrich wegen Geisteskrankheit regierungsunfähig war. Nach dessen Tod fiel 1618 das Herzogtum durch Erbschaft an den brandenburgischen Kurfürsten. Im Jahr 1657 erlangte der Kurfürst Friedrich Wilhelm, der spätere Große Kurfürst, die Souveränität im Herzogtum.
Im Jahr 1701 krönte sich im Herzogtum (in Königsberg) Kurfürst Friedrich III. zum König Friedrich I. in Preußen. Dadurch wurde das Herzogtum Preußen zum Königreich Preußen und die brandenburgischen Kurfürsten regierten ihre inner- und außerhalb des Heiligen Römischen Reiches gelegenen Territorien als preußische Könige. Im 18. Jahrhundert setzte sich allmählich der Kurzname Preußen für alle Staaten des Königs von Preußen durch. 
In der Geschichtswissenschaft wird der Staat der brandenburgischen Kurfürsten für die Jahre von 1618 bis frühestens 1701, längstens bis in die Zeit des Siebenjährigen Krieges, als Brandenburg-Preußen bezeichnet.

## Gründung

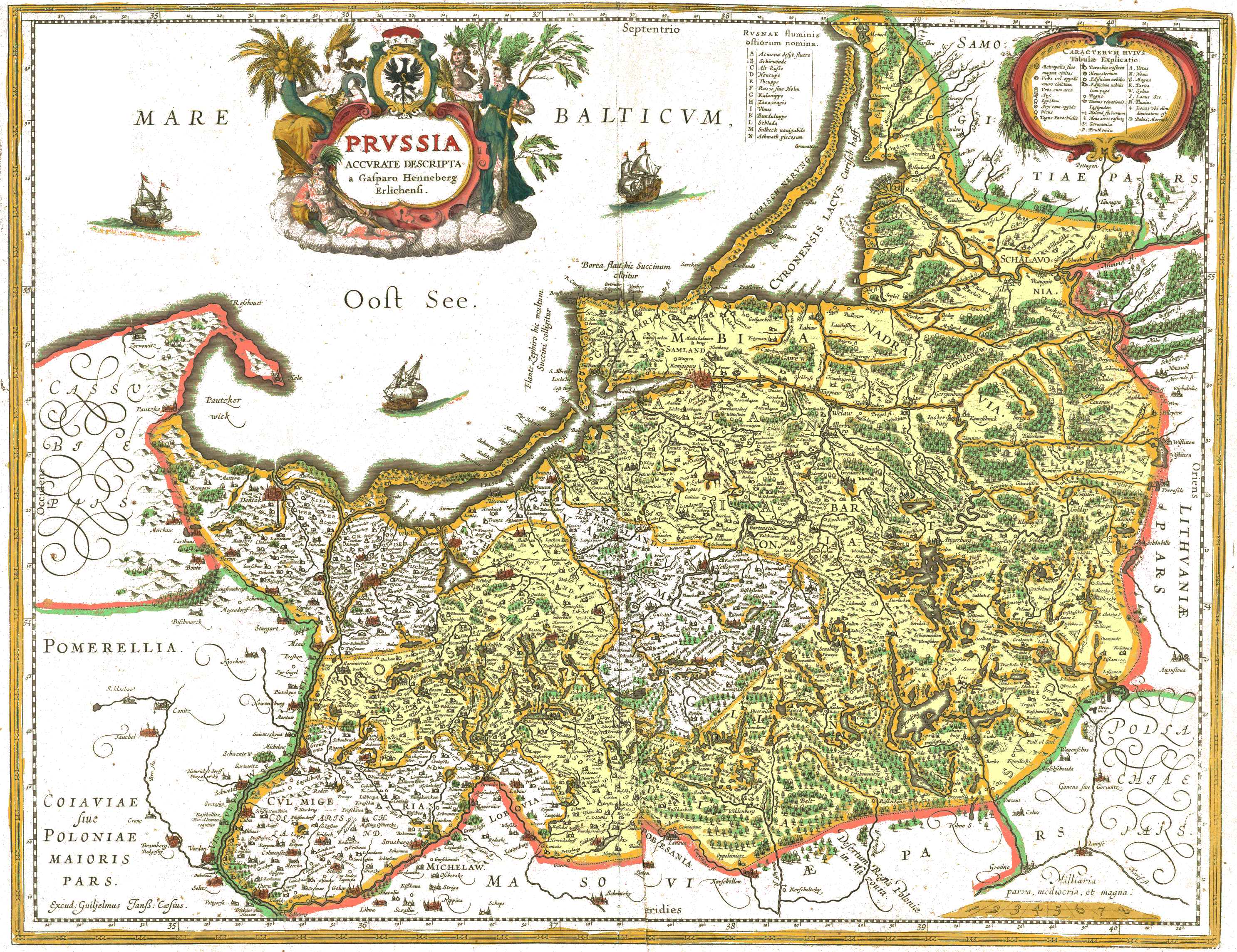
Polnisch-Preußen (grau) und das Herzogtum Preußen (gelb), 1576 (Pommerellen nicht zu Preußen gehörend)

Nach dem Dreizehnjährigen Krieg (1454–1466) entstand aus dem westlichen Teil des Deutschordensstaats (Pommerellen und kleinere Gebiete östlich der Weichsel) der autonome Ständestaat Polnisch-Preußen. Der größere östliche Teil blieb Ordensstaat, wurde aber zu einem Lehen der Krone Polens. Im Jahr 1511 wählte der Orden in seinem Reststaat Albrecht I. von Brandenburg-Ansbach aus dem Haus Hohenzollern, einen Neffen König Sigismunds I. von Polen, zum Hochmeister. Um dem polnischen König den Lehnseid verweigern zu können, suchte Albrecht die Unterstützung des römisch-deutschen Kaisers Maximilian I. Jener schloss jedoch im Jahr 1515 auf dem Wiener Fürstentag Verteidigungs- und Heiratsbündnisse mit den Jagiellonen, die die polnischen Könige in dieser Zeit stellten; und erklärte, dass er den Deutschen Orden in Preußen nicht länger unterstützen werde.
Nach vierjährigem erfolglosen Krieg schloss Albrecht 1525 im Vertrag von Krakau Frieden mit Polen, erklärte sich mit der Anerkennung der polnischen Lehenshoheit einverstanden, wandelte den Ordensstaat in das weltliche Herzogtum Preußen um und führte die Reformation nach lutherischem Vorbild (siehe das folgende Mandat vom 6. Juli 1525) ein.

## Mandat vom 6. Juli 1525

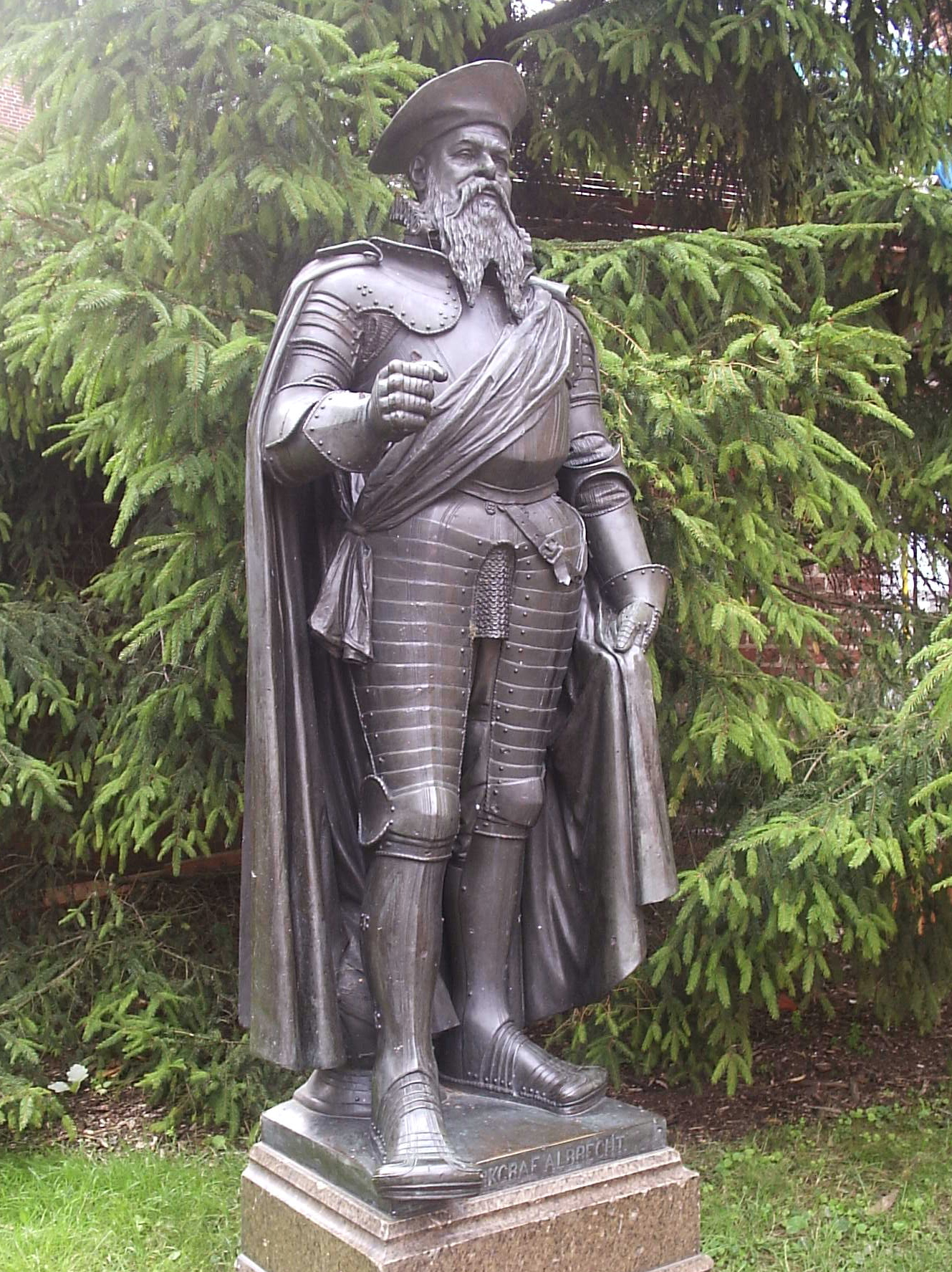
Herzog Albrecht in der Ordensburg Marienburg

Das Mandat vom 6. Juli 1525, auch Mandat der Reformation genannt, war ein durch Albrecht von Brandenburg-Ansbach erlassener Akt, der den offiziellen Übergang des Herzogtums Preußen zur evangelisch-lutherischen Konfession des Protestantismus bekündigte. Diese Urkunde bestätigte die Abkehr des Landes von der römisch-katholischen Kirche mit der Absicht „die Rückkehr des alleinigen Wort Gottes“ (Sola scriptura) zu fördern. Am 10. Dezember 1525 erließ der preußische Landtag die Kirchenordnung, die die neu entstandene Landeskirche von nun an regeln sollte.
Damit wurde das Herzogtum Preußen zum ersten protestantischen Land der Welt. Im selben Jahr folgten andere Territorien im Heiligen Römischen Reich; viele davon waren durch die Hohenzollern verwaltete Fürstentümer. Albrecht war schon seit 1522 ein Lutheraner. Durch das Mandat erhielt die evangelisch-lutherische Konfession die völlige staatliche Unterstützung. Der evangelische Theologe Andreas Osiander aus dem Fürstentum Ansbach war angeblich für die Konversion Albrechts verantwortlich. Er verließ die Reichsstadt Nürnberg und kam nach Altstadt (Königsberg), um Reformator des Herzogtums zu werden.
Kaiser und Reich erkannten die Säkularisation nicht an: Der Deutsche Orden setzte als neuen Deutschmeister Walther von Cronberg ein, der in Preußen tatsächlich jedoch keinerlei Regierungsgewalt ausüben konnte und seinen Sitz nicht in Königsberg, sondern in Mergentheim nahm. Seit 1526 hatte das Amt des Hochmeisters im Reich den gleichen Rang wie das eines Fürstbistums. 1527 erhielt Cronberg vom Kaiser die Berechtigung, sich „Administrator des Hochmeistertums“ zu nennen. Auf dem Reichstag zu Augsburg im Jahr 1530 belehnte ihn der Kaiser – formal und ohne jede praktische Auswirkung – mit den Regalien des Deutschen Ordens und dem Lande Preußen. 1532/34 verhängte der Kaiser über Albrecht die Reichsacht, die ihm freilich als protestantischem Herrscher außerhalb des Reiches nichts ausmachen konnte. 

## Die Amtszeit Albrechts

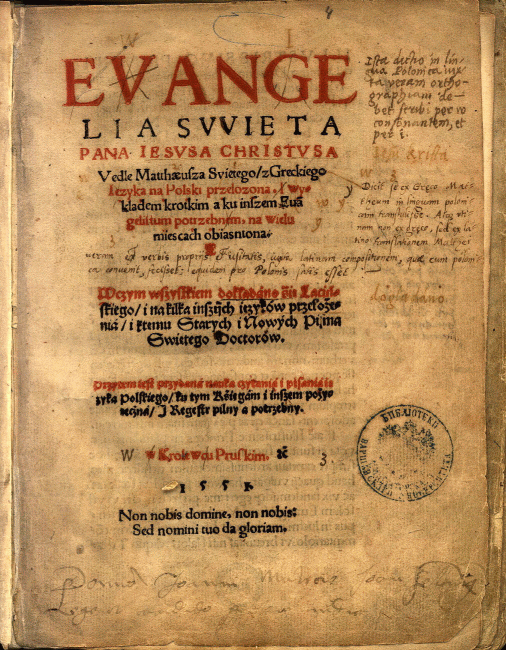
Neues Testament polnischer Flüchtlinge Jan Seklucjan (Herausgeber) und Stanisław Murzynowski (Übersetzer), 1551. Als erstes protestantisches Staatswesen, wurde das Herzogtum Preußen zum Stützpunkt der Reformation in Polen-Litauen.

Unter Herzog Albrecht, der über 40 Jahre herrschte, war die Zeit kultureller Blüte (insbesondere von 1544 bis 1568), die auch durch die Aufnahme evangelischer Flüchtlinge aus Polen-Litauen geprägt wurde. Im Jahr 1544 gründete er die Universität in Königsberg. Zur Stärkung der lutherischen Reformation förderte Albrecht die Ausbildung evangelischer Pastoren und Übersetzungen religiöser Schriften in die verschiedenen Sprachen seiner Untertanen und der benachbarten Völker. In seiner Amtszeit wurden unter der Leitung von Kopernikus die Prutenischen Tafeln (ein aktualisierter astronomischer Atlas) und preußische Landkarten erstellt. Zu den Lehensverpflichtungen Albrechts gegenüber dem polnischen König gehörte auch die Ausdehnung der im Polnisch-Preußen begonnenen Münzreform auf das Herzogliche Preußen. In den anschließenden Währungsverhandlungen, an denen als Vertreter des Polnisch-Preußen Nikolaus Kopernikus teilnahm, setzte sich schließlich überwiegend der Unterhändler Polens durch. Ergebnis war ein einheitliches Währungsgebiet, das beide Preußen, Polen und Litauen umfasste.

## Herzogliche Regierung
Nach der Verfassung des Herzogstaates führten vier Oberräte die Regierung: Oberburggraf, Obermarschall, Landhofmeister und Kanzler. Sie bildeten die sog. Oberratsstube. Die Obermarschallei war auf dem Burgkirchenplatz, die Landhofmeisterei in der Landhofmeisterstraße und die Kanzlei in der Junkergasse von Königsberg.

## Brandenburg-Preußen
Die erbliche Herzogswürde in Preußen sollte für alle Nachkommen Albrechts und die seiner Brüder gelten. An ihre Stelle sollten auch fernere Verwandte aus dem Hohenzollernhaus treten können. 
Unmittelbarer Erbe Albrechts (gestorben 1568) war dessen minderjähriger Sohn Albrecht Friedrich. Kurz nach seiner Volljährigkeit wurde dieser geisteskrank und für regierungsunfähig erklärt. Zunächst verwalteten die Oberräte das Land. 1577 bestellte der König von Polen den Markgrafen Georg Friedrich aus der Ansbacher Linie der Hohenzollern zum Vormund Albrecht Friedrichs und damit zum Regenten des Herzogtums. Nach dessen Tod 1603 folgte Kurfürst Joachim Friedrich aus der brandenburgischen Linie der Hohenzollern als Regent. Dieser übergab 1605 dieses Amt an seinen Sohn Johann Sigismund, der 1594 Anna von Preußen, eine Tochter Herzog Albrecht Friedrichs geheiratet hatte und 1608 selbst brandenburgischer Kurfürst wurde. Albrecht Friedrich starb 1618 und mit ihm endeten die Fränkischen Hohenzollern. 
Im Jahr 1618 erbten die Brandenburger Hohenzollern das Herzogtum Preußen. Brandenburg und Preußen waren jetzt in einer Personalunion verbunden, wobei der brandenburgische Kurfürst in seiner Eigenschaft als preußischer Herzog dem polnischen König zur Vasallentreue verpflichtet blieb. Das Ende dieser Pflicht bzw. des Belehnungsverhältnisses erreichte Friedrich Wilhelm von Brandenburg 1657 im Vertrag von Wehlau, wodurch die volle Souveränität über das Herzogtum vom polnischen König an ihn und seine leibliche Erben überging. Diese Souveränität in einem Landesteil außerhalb des Heiligen Römischen Reiches Deutscher Nation (HRR) war die Voraussetzung dafür, das sich 1701 sein Sohn zum König in Preußen krönen konnte. Die bisher herzogliche Regierung und ihre Ämter hießen nun königlich.

## Herzöge in Preußen
In Königsberg residierten
1525–1568 Albrecht (Preußen)
1568–1577 Albrecht Friedrich (Preußen), der wegen seiner Minderjährigkeit bis 1571 und wegen Geisteskrankheit von 1573 bis 1577 unter Vormundschaft der herzoglichen Oberräte stand
Zeitweise in Königsberg residierten
1577–1603 Markgraf Georg Friedrich I. (Brandenburg-Ansbach-Kulmbach), Administrator
1603–1608 Kurfürst Joachim Friedrich (Brandenburg), Administrator, seit 1605 Mitregent mit seinem Sohn
1608–1619 Kurfürst Johann Sigismund (Brandenburg), Administrator, seit 1605 Mitregent mit seinem Vater, ab 1618 regierender Herzog
1619–1640 Kurfürst Georg Wilhelm (Brandenburg)
1640–1688 Friedrich Wilhelm (Brandenburg), der Große Kurfürst
1688–1701 Kurfürst Friedrich III. (Brandenburg)

## Ende des Herzogtums Preußen durch seine Erhebung zum Königreich Preußen
Durch die Königskrönung Friedrichs III. von Brandenburg hieß ab 1701 das Herzogtum Königreich Preußen. Der brandenburg-preußische Kurfürst Friedrich III. nannte sich nun König in Preußen. Zuvor hatte Kaiser Leopold I. vertraglich zugesichert, ihn inner- und außerhalb des HRR als einen König anzuerkennen, da das als sein Königreich vorgesehene Herzogtum Preußen außerhalb des HRR lag. Damit erreichte Friedrich die Standesgleichheit mit den Nachbarherrschern Brandenburg-Preußens, dem Kurfürsten von Sachsen, der in Personalunion König von Polen-Litauen war, dem Kurfürsten von Hannover, dem zukünftigen König von England, und dem König von Schweden. Der preußische König bezeichnete seine verschiedenen Territorien (das Königreich Preußen war nur eines davon) zusammen als die Königlich-Preußischen Staaten. Umgangssprachlich hieß der Gesamtstaat verkürzt Preußen.